# Nyasasaurus

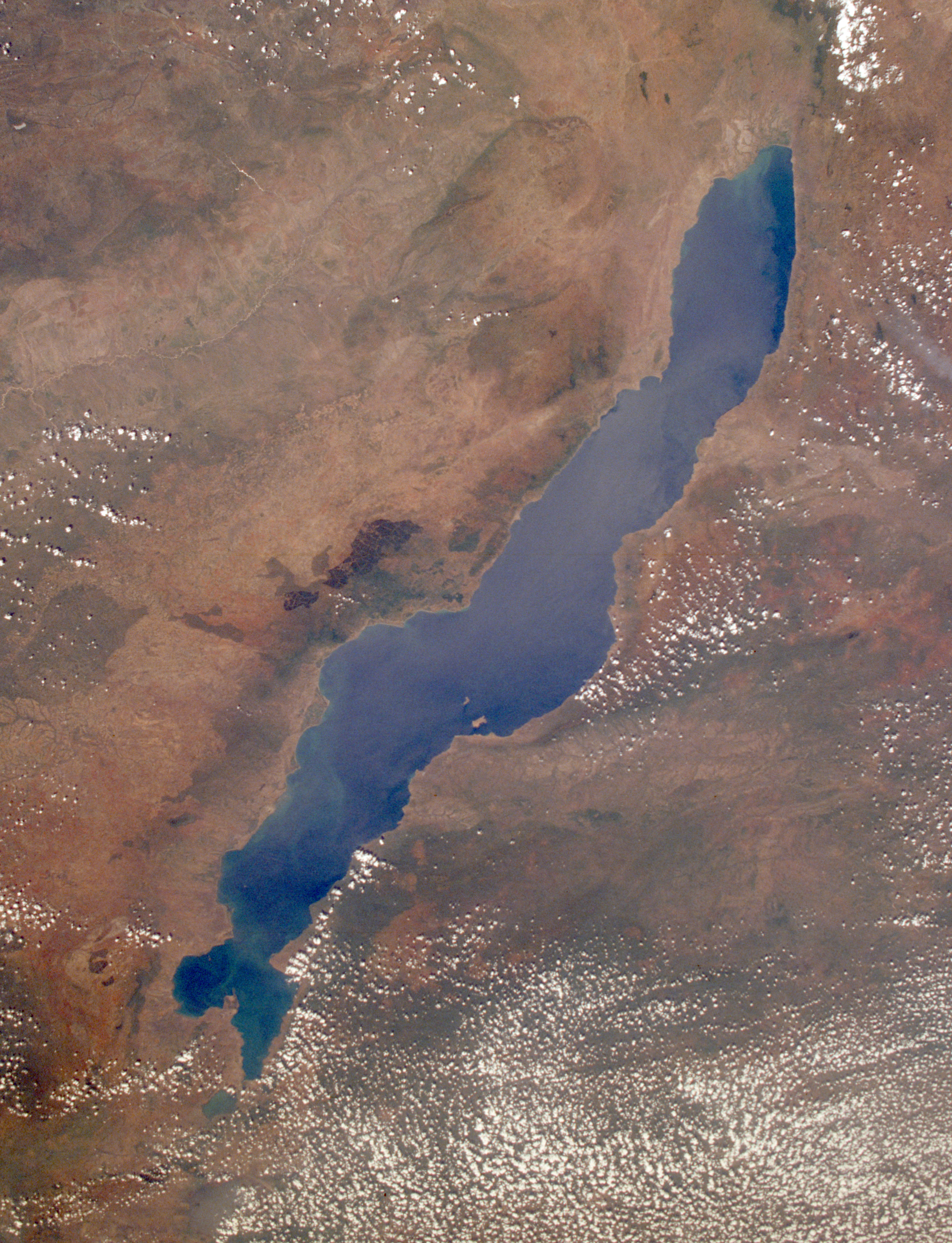
Jezioro Niasa, w okolicy którego znaleziono szczątki zwierzęcia

Nyasasaurus – rodzaj wczesnego triasowego archozaura, być może najwcześniejszy odkryty dotychczas dinozaur albo najbliższy krewny tej grupy zwierząt. Ważny z punktu widzenia ewolucji dinozaurów. Zamieszkiwał tereny dzisiejszej Tanzanii. Szczątki znaleziono w okolicy jeziora Niasa. Długość zwierzęcia szacuje się na 2-3 m. Kości poddano analizie histologicznej.

## Historia
Holotyp został odnaleziony w Tanzanii, na południu kraju, w basenie Ruhuhu pośród osadów Manda, dokładniej w ogniwie Lifua datowanym na anizyk. W okolicy znajduje się jezioro Niasa, od którego dinozaur bierze swą nazwę. Odkrycia dokonał Francis Rex Parrington. Miejsce znalezienia kości określono w pracy ustanawiającej rodzaj jako lokalizacja Parringtona B36. Holotyp zawierał głównie pozostałości szkieletu osiowego (w sumie sześć kręgów, w tym połowę stanowiły kręgi przedkrzyżowe, zachowane niecałkowicie, resztę zaś kręgi krzyżowego odcinka kręgosłupa), obejmował poza tym kość ramienną prawą. Znalezisko to oznaczono NHMUK R6856. W jego posiadanie weszło Muzeum Historii Naturalnej w stolicy Wielkiej Brytanii.
Jako pierwszy skamieniałości Nyasasaurus opisał Alan Charig w niepublikowanej rozprawie doktorskiej z 1956 roku; już wówczas zwrócił uwagę na podobieństwo kości ramiennej do kości dinozaurów gadziomiednicznych, ale ostatecznie uznał, że najprawdopodobniej kości należały do przedstawiciela rodziny Prestosuchidae. Nazwy Nyasasaurus Charig po raz pierwszy użył w publikacji z 1967 roku, uznając wówczas ten takson za prozauropoda z rodziny Thecodontosauridae; nie zawarł jednak w tej publikacji formalnego opisu nowego taksonu, w związku z czym Nyasasaurus pozostawał nomen nudum. Charig pracował nad opisem Nyasasaurus, ale zmarł w 1997 roku przed jego ukończeniem. Jego opis ostatecznie uzupełnili Sterling J. Nesbitt, Paul M. Barrett, Sarah Werning i Christian A. Sidor. Publikacja ustanawiająca nowy rodzaj ukazała się w grudniu 2012 na stronie internetowej czasopisma „Biology Letters”. Wersja drukowana pojawiła w lutym 2013.
Zdaniem Nesbitta i współpracowników poza okazem holotypowym do przedstawiciela rodzaju Nyasasaurus należy także pięć kręgów (trzy szyjne i dwa przedkrzyżowe) oznaczonych SAM-PKK10654, również odkrytych na terenie basenu Ruhuhu. Sidney Henry Haughton (1932) opisał na ich podstawie nowy gatunek Thecodontosaurus alophos; potencjalnie mógłby to być starszy synonim Nyasasaurus parringtoni. Jednak Nesbitt i współpracownicy opowiadają się za tym, by przestać wyróżniać gatunek "T." alophos, uzasadniając to tym, że nigdy nie przedstawiono formalnej diagnozy jego okazu holotypowego, a poza tym okaz ten nie ma żadnych autapomorfii ani wyjątkowej kombinacji cech odróżniającej go od innych archozaurów. Autorzy podkreślają też, że znanych jest tylko kilka kręgów tego taksonu, w dodatku zachowanych w złym stanie, co utrudnia porównania z innymi taksonami. Porównując SAM-PKK10654 z okazem holotypowym Nyasasaurus parringtoni autorzy zauważyli, że oba okazy mają podobnie zbudowane stawy międzykręgowe kręgów przedkrzyżowych; u obu okazów na tylnej powierzchni kręgu, poniżej tylnych wyrostków stawowych znajduje się wyrostek (ang. hyposphene), któremu odpowiada wklęsłość (ang. hypantrum) na przedniej powierzchni następnego w kolejności kręgu, poniżej jego przednich wyrostków stawowych (autorzy zaznaczają jednak, że kręgi z hyposphene i hypantrum mają też inne archozaury, w tym dinozaury gadziomiedniczne, Silesauridae, Batrachotomus kupferzellensis i Desmatosuchus spurensis). Poza tym kręgi przedkrzyżowe NHMUK R6856 i SAM-PKK10654 są podobnych rozmiarów, a oba okazy żyły mniej więcej w tym samym czasie i na tych samych terenach.

## Systematyka
Nazwa rodzajowa zwierzęcia ma swój źródłosłów w nazwie znajdującego się w okolicy lokalizacji typowej jeziora Niasa oraz od greckiego słowa sauros oznaczającego jaszczura. Epitet gatunkowy wspomina badacza, który odnalazł holotyp. Autorzy zaliczyli zwierzę do dinozaurów, nie włączając go do żadnego mniej obszernego kladu w ich obrębie.
Autorzy opisu rodzaju uznali zwierzę za dinozaura. Posiada on jednak pewne cechy spotykane też u innych triasowych archozaurów. Nesbitt i współpracownicy nie mieli pewności co do pozycji systematycznej zwierzęcia; przeprowadzone analizy filogenetyczne nie były w stanie jednoznaczne jej określić. Gdy przeprowadzano analizy uwzględniając tylko dane o budowie okazu holotypowego uzyskiwano trzy możliwe i równie prawdopodobne wyniki: Nyasasaurus mógł być taksonem siostrzanym do dinozaurów, najbardziej bazalnym dinozaurem ptasiomiednicznym albo teropodem siostrzanym do dilofozaura. Z kolei gdy w analizie uwzględniano tylko dane o budowie okazu SAM-PKK10654 uzyskiwano drzewo, według którego okaz ten był siostrzany do kladu obejmującego rodzaj Tawa i neoteropody. Wreszcie w analizach uwzględniających dane o budowie obu okazów Nyasasaurus mógł być siostrzany do dinozaurów, najbardziej bazalnym dinozaurem ptasiomiednicznym albo taksonem siostrzanym do kladu obejmującego Tawa i neoteropody. Na drzewie ścisłej zgodności (strict consensus), wygenerowanym w oparciu o uzyskane wcześniej drzewa o największej parsymonii, rodzaj jest w nierozwikłanej politomii z dinozaurami ptasiomiednicznymi, zauropodomorfami i kilkoma taksonami zaliczanymi do teropodów. Dotychczas najbliższymi znanymi krewnymi dinozaurów były Silesauridae, takie jak Asilisaurus kongwe również opisany przez Nesbitta i obecny w osadach ogniwa Lifua. Nyasasaurus może więc stanowić nową grupę siostrzaną dinozaurów albo najstarszego znanego przedstawiciela tej grupy. W końcu jednak autorzy opisu rodzaju uznali go za dinozaura.
Kolejne prace rozważały obie możliwości: Nyasasaurus jako najstarszego dinozaura bądź bliskiego ich krewnego, najbliższego obok Asilisaurus, zaliczanym do Silesauridae.
Przynależność Nyasasaurus do dinozaurów potwierdziła analiza filogenetyczna przeprowadzona przez Barona, Normana i Barretta (2017); z analizy tej wynika, że N. parringtoni był zauropodomorfem, być może należącym do rodziny Massospondylidae lub przynajmniej do gradu ewolucyjnego obejmującego również rodzaje Coloradisaurus i Massospondylus.
Badania Barona i współpracowników zaowocowały opracowaniem m.in. poniższego kladogramu, prezentującego odmienny od powszechnego pogląd na pokrewieństwo między głównymi grupami dinozaurów. Włączenie do obliczeń Nyasasaurus doprowadziło badaczy do opracowania kladogramu łączącego teropody i ptasiomiedniczne w nową grupę zwaną Ornithoscelida, niezgodnie z podziałem dinozaurów na gadziomiedniczne i ptasiomiedniczne uznawanym przez dekady.
|  | Ornitischia |
|  |             |
|  | Theropoda   |
|  |             |

|  | Plateosauridae                                                                                          |
|  | |
|  | \| \| Massospondylidae \| \| \| \| \| \| Nyasasaurus \| \| \| \| \| \| inne Sauropodomorpha \| \| \| \| |
|  | |
|  | Massospondylidae                                                                                        |
|  | |
|  | Nyasasaurus                                                                                             |
|  | |
|  | inne Sauropodomorpha                                                                                    |
|  | |

|  | Massospondylidae     |
|  |                      |
|  | Nyasasaurus          |
|  |                      |
|  | inne Sauropodomorpha |
|  |                      |

|  | Plateosauridae                                                                                          |
|  | |
|  | \| \| Massospondylidae \| \| \| \| \| \| Nyasasaurus \| \| \| \| \| \| inne Sauropodomorpha \| \| \| \| |
|  | |
|  | Massospondylidae                                                                                        |
|  | |
|  | Nyasasaurus                                                                                             |
|  | |
|  | inne Sauropodomorpha                                                                                    |
|  | |

|  | Massospondylidae     |
|  |                      |
|  | Nyasasaurus          |
|  |                      |
|  | inne Sauropodomorpha |
|  |                      |

|  | Plateosauridae                                                                                          |
|  | |
|  | \| \| Massospondylidae \| \| \| \| \| \| Nyasasaurus \| \| \| \| \| \| inne Sauropodomorpha \| \| \| \| |
|  | |
|  | Massospondylidae                                                                                        |
|  | |
|  | Nyasasaurus                                                                                             |
|  | |
|  | inne Sauropodomorpha                                                                                    |
|  | |

|  | Massospondylidae     |
|  |                      |
|  | Nyasasaurus          |
|  |                      |
|  | inne Sauropodomorpha |
|  |                      |

|  | Plateosauridae                                                                                          |
|  | |
|  | \| \| Massospondylidae \| \| \| \| \| \| Nyasasaurus \| \| \| \| \| \| inne Sauropodomorpha \| \| \| \| |
|  | |
|  | Massospondylidae                                                                                        |
|  | |
|  | Nyasasaurus                                                                                             |
|  | |
|  | inne Sauropodomorpha                                                                                    |
|  | |

|  | Massospondylidae     |
|  |                      |
|  | Nyasasaurus          |
|  |                      |
|  | inne Sauropodomorpha |
|  |                      |

|  | Plateosauridae                                                                                          |
|  | |
|  | \| \| Massospondylidae \| \| \| \| \| \| Nyasasaurus \| \| \| \| \| \| inne Sauropodomorpha \| \| \| \| |
|  | |
|  | Massospondylidae                                                                                        |
|  | |
|  | Nyasasaurus                                                                                             |
|  | |
|  | inne Sauropodomorpha                                                                                    |
|  | |

|  | Massospondylidae     |
|  |                      |
|  | Nyasasaurus          |
|  |                      |
|  | inne Sauropodomorpha |
|  |                      |

|  | Plateosauridae                                                                                          |
|  | |
|  | \| \| Massospondylidae \| \| \| \| \| \| Nyasasaurus \| \| \| \| \| \| inne Sauropodomorpha \| \| \| \| |
|  | |
|  | Massospondylidae                                                                                        |
|  | |
|  | Nyasasaurus                                                                                             |
|  | |
|  | inne Sauropodomorpha                                                                                    |
|  | |

|  | Massospondylidae     |
|  |                      |
|  | Nyasasaurus          |
|  |                      |
|  | inne Sauropodomorpha |
|  |                      |

|  | Plateosauridae                                                                                          |
|  | |
|  | \| \| Massospondylidae \| \| \| \| \| \| Nyasasaurus \| \| \| \| \| \| inne Sauropodomorpha \| \| \| \| |
|  | |
|  | Massospondylidae                                                                                        |
|  | |
|  | Nyasasaurus                                                                                             |
|  | |
|  | inne Sauropodomorpha                                                                                    |
|  | |

|  | Massospondylidae     |
|  |                      |
|  | Nyasasaurus          |
|  |                      |
|  | inne Sauropodomorpha |
|  |                      |

|  | Plateosauridae                                                                                          |
|  | |
|  | \| \| Massospondylidae \| \| \| \| \| \| Nyasasaurus \| \| \| \| \| \| inne Sauropodomorpha \| \| \| \| |
|  | |
|  | Massospondylidae                                                                                        |
|  | |
|  | Nyasasaurus                                                                                             |
|  | |
|  | inne Sauropodomorpha                                                                                    |
|  | |

|  | Massospondylidae     |
|  |                      |
|  | Nyasasaurus          |
|  |                      |
|  | inne Sauropodomorpha |
|  |                      |

|  | Ornitischia |
|  |             |
|  | Theropoda   |
|  |             |

|  | Plateosauridae                                                                                          |
|  | |
|  | \| \| Massospondylidae \| \| \| \| \| \| Nyasasaurus \| \| \| \| \| \| inne Sauropodomorpha \| \| \| \| |
|  | |
|  | Massospondylidae                                                                                        |
|  | |
|  | Nyasasaurus                                                                                             |
|  | |
|  | inne Sauropodomorpha                                                                                    |
|  | |

|  | Massospondylidae     |
|  |                      |
|  | Nyasasaurus          |
|  |                      |
|  | inne Sauropodomorpha |
|  |                      |

|  | Plateosauridae                                                                                          |
|  | |
|  | \| \| Massospondylidae \| \| \| \| \| \| Nyasasaurus \| \| \| \| \| \| inne Sauropodomorpha \| \| \| \| |
|  | |
|  | Massospondylidae                                                                                        |
|  | |
|  | Nyasasaurus                                                                                             |
|  | |
|  | inne Sauropodomorpha                                                                                    |
|  | |

|  | Massospondylidae     |
|  |                      |
|  | Nyasasaurus          |
|  |                      |
|  | inne Sauropodomorpha |
|  |                      |

|  | Plateosauridae                                                                                          |
|  | |
|  | \| \| Massospondylidae \| \| \| \| \| \| Nyasasaurus \| \| \| \| \| \| inne Sauropodomorpha \| \| \| \| |
|  | |
|  | Massospondylidae                                                                                        |
|  | |
|  | Nyasasaurus                                                                                             |
|  | |
|  | inne Sauropodomorpha                                                                                    |
|  | |

|  | Massospondylidae     |
|  |                      |
|  | Nyasasaurus          |
|  |                      |
|  | inne Sauropodomorpha |
|  |                      |

|  | Plateosauridae                                                                                          |
|  | |
|  | \| \| Massospondylidae \| \| \| \| \| \| Nyasasaurus \| \| \| \| \| \| inne Sauropodomorpha \| \| \| \| |
|  | |
|  | Massospondylidae                                                                                        |
|  | |
|  | Nyasasaurus                                                                                             |
|  | |
|  | inne Sauropodomorpha                                                                                    |
|  | |

|  | Massospondylidae     |
|  |                      |
|  | Nyasasaurus          |
|  |                      |
|  | inne Sauropodomorpha |
|  |                      |

|  | Plateosauridae                                                                                          |
|  | |
|  | \| \| Massospondylidae \| \| \| \| \| \| Nyasasaurus \| \| \| \| \| \| inne Sauropodomorpha \| \| \| \| |
|  | |
|  | Massospondylidae                                                                                        |
|  | |
|  | Nyasasaurus                                                                                             |
|  | |
|  | inne Sauropodomorpha                                                                                    |
|  | |

|  | Massospondylidae     |
|  |                      |
|  | Nyasasaurus          |
|  |                      |
|  | inne Sauropodomorpha |
|  |                      |

|  | Plateosauridae                                                                                          |
|  | |
|  | \| \| Massospondylidae \| \| \| \| \| \| Nyasasaurus \| \| \| \| \| \| inne Sauropodomorpha \| \| \| \| |
|  | |
|  | Massospondylidae                                                                                        |
|  | |
|  | Nyasasaurus                                                                                             |
|  | |
|  | inne Sauropodomorpha                                                                                    |
|  | |

|  | Massospondylidae     |
|  |                      |
|  | Nyasasaurus          |
|  |                      |
|  | inne Sauropodomorpha |
|  |                      |

|  | Plateosauridae                                                                                          |
|  | |
|  | \| \| Massospondylidae \| \| \| \| \| \| Nyasasaurus \| \| \| \| \| \| inne Sauropodomorpha \| \| \| \| |
|  | |
|  | Massospondylidae                                                                                        |
|  | |
|  | Nyasasaurus                                                                                             |
|  | |
|  | inne Sauropodomorpha                                                                                    |
|  | |

|  | Massospondylidae     |
|  |                      |
|  | Nyasasaurus          |
|  |                      |
|  | inne Sauropodomorpha |
|  |                      |

|  | Plateosauridae                                                                                          |
|  | |
|  | \| \| Massospondylidae \| \| \| \| \| \| Nyasasaurus \| \| \| \| \| \| inne Sauropodomorpha \| \| \| \| |
|  | |
|  | Massospondylidae                                                                                        |
|  | |
|  | Nyasasaurus                                                                                             |
|  | |
|  | inne Sauropodomorpha                                                                                    |
|  | |

|  | Massospondylidae     |
|  |                      |
|  | Nyasasaurus          |
|  |                      |
|  | inne Sauropodomorpha |
|  |                      |

Zebrane dane zostały ponownie przeanalizowane przez zespół Langera. Okazało się, że można je zinterpretować, również nie rezygnując z tradycyjnego podziału dinozaurów na monofiletyczne gadziomiedniczne i ptasiomiedniczne. Gadziomiedniczne oprócz kilku bazalnych form obejmują teropody i zauropodomorfy, do których badacze zaliczyli Nyasasaurus. Baron i współpracownicy w odpowiedzi podtrzymali swój poprzedni pogląd. Niezależnie od relacji pomiędzy największymi kladami dinozaurów Nyasasaurus pozostaje w obrębie zauropodomorfów.

## Budowa
Na podstawie pomiarów kręgów całkowitą długość zwierzęcia szacuje się na 2–3 m.
Znalezione kręgi przedkrzyżowe Nyasasaurus przedstawiają cechy spotykane u różnych grup triasowych gadów: dinozaurów, Silesauridae, Pseudosuchia. Kręgi szyjne SAM-PKK10654 są wydłużone w kierunku przednio-tylnym. Na jednym z tych kręgów tuż nad tylnymi wyrostkami stawowymi zachowały się podstawy kostnych narośli (ang. epipophyses); obecność tych narośli opisana jest przez autorów opisu rodzaju jako cecha spotykana u Dinosauriformes, ale nie będąca ich synapomorfią. Na łukach kręgów szyjnych znajdują się głębokie doły; umiejscowione są na przedniej powierzchni łuków, bocznie od kanału mieszczącego za życia zwierzęcia rdzeń kręgowy, oraz na ich tylno-bocznej powierzchni, tuż pod tylnymi wyrostkami stawowymi. Podobne doły występują też w kręgach szyjnych silezaura (ale już nie u Asilisaurus, wcześniejszego przedstawiciela Silesauridae) i wczesnych teropodów; możliwe, że są one homologiczne ze strukturami pneumatycznymi w kręgach późniejszych teropodów.
Odcinek krzyżowy kręgosłupa liczył sobie przynajmniej 3 kręgi i żebra krzyżowe o rozwiniętym wymiarze grzbietowo-brzusznym.
Kość ramienna zauropsyda charakteryzowała się pokaźnym dołem na powierzchni tylno-grzbietowej oraz wydłużonym brzusznie grzebieniem naramienno-piersiowym kształtu mniej więcej prostokątnego, sięgającym około 30% długości trzonu, o zbaczającym bocznie końcu i położonym centralnie doń wydatnym karbie oraz zaostrzonej wyniosłości leżącym przy grzbietowej części grzebienia. Występowanie takiego grzebienia autorzy uważają za cechę dinozaurów, nie doszukali się w nim żadnych synapomorfii innych kladów archozaurów triasu.
Na podstawie analizy budowy kręgów krzyżowych i położenia odpowiadających im żeber wnioskuje się o pionowym ułożeniu kości biodrowej.

## Fizjologia
Zespół Nesbitta nie ograniczył się do opisania anatomii znalezionych kości. Przeprowadzono również badania histologiczne. Wykazały one grubą korę, w której części zewnętrznej ilość osteocytów uległa zmniejszeniu, oraz złożoną sieć naczyń za życia zwierzęcia, leżących w kanałach osteonów pierwotnych, przebiegających w różnych kierunkach. Nie znaleziono natomiast żadnych stref zatrzymanego wzrostu. Obraz ten daleki jest od ubogiej w kanały kości silezaura, przypominając raczej kość megapnozaura. Opisana histologia tkanki kostnej wskazuje na szybki i ciągły wzrost gada. Podobny typ wzrostu występował u herrerazaura czy megapnozaura zaliczanych do teropodów, a także u pterozauromorfów. Inne archozaury cechował wzrost wolniejszy.

## Ewolucja
Znalezisko jest ważne z punktu widzenia ewolucji dinozaurów. Nyasasaurus to najwcześniejszy opisany dotychczas rodzaj należący do tej grupy. Poprzedni rekordzista pochodził z Argentyny i liczył sobie 230 milionów lat. Czas ten przypadał na karnik. Martinez i współpracownicy nadali temu zwierzęciu nazwę Eodromaeus w 2011. Do innych wczesnych dinozaurów należą herrerazaur czy eoraptor. Rodzaje te zalicza się do teropodów. Pod koniec karniku występowali jednakże przedstawiciele wszystkich najważniejszych linii dinozaurów, zarówno ptasiomiednicznych, jak i gadziomiednicznych, zróżnicowanych już wtedy na zauropodomorfy i teropody. Wykształciły się już wtedy najważniejsze adaptacje do mięso- czy roślinożerności. Natomiast pod koniec triasu, 215 milionów lat temu, nastąpił znaczny rozwój tej grupy. Radiacja na przełomie triasu i jury miała prawdopodobnie związek z zastąpieniem różnych wcześniejszych gadów, wśród których Sereno wymienia synapsydy inne niż ssaki, rynchozaury, pierwotne archozaury. Brak wcześniejszych znalezisk stawiał więc pytanie o początek tej grupy zwierząt. Postawiono dwie hipotezy. Pierwsza postulowała dłuższą wcześniejszą ewolucję tych gadów, która nie pozostawiła po sobie śladów kopalnych. Druga optowała za nagłym wybuchem nowych form w karniku. Odkrycie datowanego na anizyk Nyasasaurus wskazuje jednak, że dinozaury były obecne 15 milionów lat wcześniej, niż sądzono, ma ono znaczenie dla postawionego problemu. Radiacja ewolucyjna Ornithodira, z której dinozaury się wywodzą, musiała zajść już pod koniec triasu środkowego. Znalezisko potwierdza natomiast wcześniejszy pogląd o pochodzeniu dinozaurów z południa Pangei. Jeśli Nyassasaurus byłby dinozaurem, mogłoby to nawet sytuować powstanie dinozaurów w permie, biorąc pod uwagę szacunki czasów rozchodzenia się linii. Natomiast jeśli stanowi grupę zewnętrzną dinozaurów, te ostatnie mogły wyodrębnić się we wczesnym triasie.

## Ekologia
Osady ogniwa Lifua pochodzą z późnego anizyku w triasie środkowym. Wiążą się one z fauną cynognata. W tamtym miejscu znaleziono także następujących jej przedstawicieli:
- Aleodon brachyrhamphus (cynodon),
- Angonisaurus cruickshanki (dicynodon),
- Sangusaurus edentatus (dicynodon),
- Scalenodon angustifrons (cynodon),
- Stenaulorhynchus stockleyi (rynchozaur).